# Felix Escher vom Glas
Felix Escher vom Glas (* 2. April 1746 in Zürich; † 17. Juni 1805 ebenda) war ein Schweizer Kaufmann und Politiker der Aristokraten.

## Biografie
Die Familie Escher vom Glas war ein sehr einflussreiches Bürgergeschlecht der Stadt Zürich. Felix Escher vom Glas war 1795 bis 1798 Zunftmeister der Zunft zur Waag, in der das Textilgewerbe vereinigt war. Ab 1796 war Escher vom Glas auch Obervogt und Zollherr von Birmensdorf. Die 1798 eingefallenen Franzosen besetzten im April Zürich und deportierten Aristokraten nach  Basel, darunter auch Escher vom Glas. Er wurde Mitglied der kantonalen Interimsregierung und war von 1801 bis 1803 beigezogenes Mitglied der Munizipalität Zürich.
Im April 1803 fanden die ersten Wahlen nach der in der Mediationszeit neu erstellten Verfassung des Kantons Zürich vom 19. Februar des gleichen Jahres statt. Escher vom Glas wurde vom Wahlkreis der Zunft zur Waag in den Grossen Rat des Kantons Zürich gewählt und wurde von diesem sogleich in den Kleinen Rat gewählt, blieb aber den politischen Ämtern nur bis 1805 treu.